# Wołkuszanka
Wołkuszanka (biał. Ваўкушанка, lit. Volkušanka) – rzeka w Polsce i na Białorusi o długości 24 km (w tym 5 km tworzy granicę polsko-białoruską), prawy dopływ Czarnej Hańczy.
Na przeważającym odcinku – od źródeł do 7 kilometra rzeka była w latach osiemdziesiątych uregulowana. Obecnie odzyskuje na niektórych odcinkach naturalny charakter. Ujściowy odcinek o długości 5 kilometrów biegnie wzdłuż granicy państwa do ujścia w Czarnej Hańczy. Otoczenie rzeki stanowią łąki i nieużytki. Wołkuszanka ma szerokość od 3 do 6 metrów i głębokość od 0,3 do 1,5 metra. Dno rzeki na przeważających odcinkach jest piaskowe, liczne są jednak twarde partie dna – żwirowe i kamienisto – żwirowe.

## Charakterystyka łowiska
Rzeka Wołkuszanka wraz z jej dopływami stanowi na całym odcinku krainę pstrąga. Do głównych gatunków ryb należą: pstrąg potokowy, szczupak, okoń, jelec, kleń, miętus oraz płoć.